# George T. Northup
George Tyler Northup (Sparta, Wisconsin, 26 de agosto de 1874 - La Jolla, California, 29 de marzo de 1964) fue un hispanista estadounidense.

## Biografía
Hijo de un ferroviario que pasó su infancia en Evanston, Illinois y en Chicago, donde trabajó un tiempo como periodista. Se licenció en lenguas románicas y enseñó durante algún tiempo en Princeton (1905-1912) y se doctoró en Chicago en 1906; enseñó en la Universidad de Toronto entre 1912 y 1917 y fue profesor asociado en la Universidad de Chicago entre 1917 y 1919 y fue profesor fijo desde entonces hasta su jubilación. Fue también caballero de la Orden de Isabel la Católica.

## Obras
Escribió numerosos artículos para Modern Philology y es autor de An Introduction to Spanish Literature (Introducción a la literatura española) (1925), cuya tercera edición (1960) fue revisada por Nicholson B. Adams. También publicó varios estudios sobre la prosa medieval y ha hecho una edición, en 1908, de El libro de los gatos (Chicago, 1908), una colección medieval de cuentos. Interesado por los libros de caballerías, descubrió y publicó un manuscrito castellano-aragonés del Tristán de Leonís (Chicago: University of Chicago Press, 1928) y editó Three Plays of Pedro Calderón de la Barca (Tres obras de Pedro Calderón de la Barca), 1926. Realizó, entre otros trabajos, La Gran Conquista de Ultramar and its Problems, Hispanic Review, 2, 1934, pp. 287-302. Publicó también a efectos didácticos una selección de textos de El estudiante de Salamanca y otros poemas, de José de Espronceda. 
- Datos: Q5877942